# The Last Uniform
The Last Uniform (最後の制服 Saigo no Seifuku) er en japansk mangaserie skrevet og tegnet af Mera Hakamada. Serien startede 24. februar 2004 i det japanske mangamagasin Manga Time Kirara Carat udgivet af Houbunsha, men gik desuden senere sideløbende i samme forlags magasin Manga Time Kirara Max fra 24. maj 2004 til 29. august 2005. Serien blev afsluttet 24. september 2006 og blev samlet i tre bind.
Serien er ikke oversat til dansk, men Seven Seas Entertainment erhvervede i 2006 rettighederne til en engelsk oversættelse. Forlaget udgav oversættelser af de to første bind hhv. 30. juni og 31. oktober 2007, men det tredje og sidste bind blev aldrig oversat.
I Japan blev serien genudgivet fordelt på to bind i 2011.

## Plot
Historien foregår på Tsubakigaoka Pigekollegium, hvor hver af de kvindelige gymnasieelever er parret med en værelseskammerat. Beniko Kazura bor sammen med Tsumugi Kase, og Ai Sawara bor sammen med Fuuko Yamada. Men pigerne er forelskede i hinanden, hvilket gør det umuligt for dem bare at forblive venner.

## Figurer
- Beniko Kazura (葛良紅子 Kazura Beniko) - En andenårselev der bor på kollegiet med Tsumugi Kase som værelseskammerat og desuden er leder af kollegiet. Hun er medlem af kunstklubben. Som følge af hendes flotte udseende, rolige temperament, gode karakterer og fremragende reflekser har hun fået en lille gruppe af yngre piger, der følger efter hende, som var hun en popstjerne. Beniko er forelsket i Tsumugi.

- Tsumugi Kase (加瀬紡 Kase Tsumugi) - En andenårselev, der er værelseskammerat med Beniko, som hun er forelsket i. Hun er medlem af bueskytteklubben. Hun har en ligefrem personlighed og bliver nemt forlegen.

- Ai Sawara (佐原藍 Sawara Ai) - En førsteårselev der bor på kollegiet sammen med Fuuko, som hun er forelsket i. I mellemskolen brugte hun briller med tykke glas, men da hun startede i gymnasiet, gik hun over til kontaktlinser.

- Fuuko Yamada (山田楓子 Yamada Fūko) - En førsteårselev, kaldet "Fuu-chan", der bor sammen med Ai, som hun er forelsket i. Hun er medlem af løbeklubben. Hun har en munter personlighed men bliver set som lidt af en problemskaber.

- Asagi Kisaragi (如月あさぎ Kisaragi Asagi) - En tredieårselev der bor på kollegiet. Hun har en cool personlighed men er lidt abnorm. Da Beniko startede på skolen, blev Asagi ramt af kærlighed ved første blik. Lige siden har hun prøvet at vinde Benikos følelser, men Beniko bryder sig ikke om Asagi.

- Anzu Hiwatari (樋渡杏 Hiwatari Anzu) - En førsteårselev der flytter ind på kollegiet sammen med Ai og Fuuko. Hun har store kulinariske færdigheder og laver ofte mad til festerne på kollegiet. Anzu havde engang stærke følelser for Beniko og udviklede derfor et jaloux had til Tsumugi, men efter at Tsumugi reddede Anzu i en hændelse, der involverede en undertøjstyv, skiftede Anzus følelser fra had til kærlighed.

## Manga
| Bind | Udgivet           | ISBN                   |
| ---- | ----------------- | ---------------------- |
| 1    | 27. juni 2005     | ISBN 978-4-8322-7541-6 |
|      |                   |                        |
| 2    | 28. august 2006   | ISBN 978-4-8322-7592-8 |
|      |                   |                        |
| 3    | 27. december 2006 | ISBN 978-4-8322-7610-9 |
|      |                   |                        |

### Genudgivelse
| Bind | Titel                                                                                             | Udgivet        | ISBN                   |
| ---- | ------------------------------------------------------------------------------------------------- | -------------- | ---------------------- |
| 1    | Special Edition The Last Uniform Over (新装版 最後の制服 (上) Shinsougen Saigo no Seifuku Ue)     | 12. april 2011 | ISBN 978-4-8322-4018-6 |
|      |                                                                                                   |                |                        |
| 2    | Special Edition The Last Uniform Under (新装版 最後の制服 (下) Shinsougen Saigo no Seifuku Shita) | 12. april 2011 | ISBN 978-4-8322-4019-3 |
|      |                                                                                                   |                |                        |

## Anmeldelser
Erica Friedman, Okazu, skrev i sin anmeldelse af oversættelsen af det første bind i 2007, at historien hverken var ny eller rystende men heller ikke krævende eller skrækkelig. Hun skrev desuden "Som den eneste manga med ægte yuri under Strawberry-mærket, synes jeg at den gør et rimeligt stykke arbejde. Jeg vil aldrig synge lovsange til denne serie, men det kunne være værre..."
Carlo Santos, Anime News Network, skrev i sin anmeldelse af samme bind, at pigernes kærlighed for hinanden var yndig, men at selve historien var for tynd.
Et par år senere skrev Jason Thompson, Suvudu: "'Selvom figurerne er tegnet som små børn, så er deres slice of life-dialog skarp og spidsfindig og hæver serien over rene ungdommelige kig-ind-i-pigernes-verden-stof som Strawberry Marshmallow. (...) Kort og godt: smagfulde op- og nedture med lesbisk tema på en baggrund af rød melankolsk solnedgang."